# پیکنیک روی علف
پیکنیک روی علف (فرانسوی: Le Déjeuner sur l'herbe‎) فیلمی به کارگردانی ژان رنوآر است که در سال ۱۹۵۹ منتشر شد.